# Herbrand-Gruppe
Die Herbrand-Gruppe ist ein Unternehmen im Automobilbereich. Das Unternehmen besitzt mehrere Autohäuser und ist Vertreter der Marken Mercedes-Benz, smart, Opel, Peugeot, Citroën, DS Automobiles, Ford und Hyundai mit Hauptsitz in Kevelaer am Niederrhein.

## Geschichte
Im Jahr 1934 erhielt der Maschinenbauingenieur Josef Herbrand einen Vertretervertrag der Daimler AG und gründete eine Mercedes-Verkaufsagentur in Goch. Heute führen Sven Holtermann und Richard Lacek-Herbrand, die Enkel des Gründers, das Familienunternehmen.
Die Herbrand-Gruppe unterhält Autohäuser an 17 Standorten vom Westmünsterland bis an den südlichen Niederrhein. Zum Unternehmen gehören die Herbrand Niederrhein GmbH & Co. KG, die Herbrand Fichtenhain GmbH & Co. KG, Herbrand-Jansen GmbH, Herbrand art mobil GmbH, die Herbrand Wesel GmbH, die Daniels GmbH, die Auto Sibbing GmbH & Co. KG, die Auto-Siebertz GmbH, Tip Top Autopflege GmbH, EVOSEC GmbH & Co. KG (EDV-Service), Herbrand Verwaltung & Dienstleistung GmbH, Herbrand Autoteile GmbH, hvd Werbeagentur und die CaRent Autovermietung GmbH.